# Aiszara
Aiszara (néha Lukániai Aiszara, ógörögül: Αἰσάρα; latinul: Aesara; Grumenton, i. e. IV. század – Krotón, i. e. III. század) ókori görög püthagoreus filozófus, a püthagoreus iskolában tevékenykedő nők közül az egyik ismertebb filozófus. Bizonytalan források valószínűleg tévesen állítják, hogy Püthagorasz  és Theano lánya volt.
A dór dialektusban írt Az emberi természetről (ógörögül: περὶ φύσιος ἀνθρώπου, peri phüsziosz antropu) címet viselő művet, amelyből körülbelül egy oldalnyi töredékét Sztobaiosz őrzött meg könyvében némelyek Holger Thesleff nyomán Areszasznak tulajdonítják, egy lukániai (férfi) filozófusnak, akit Iamblikhosz is megemlít ’Püthagorasz élete’ című írásában.

## Élete
Aiszara életéről csak nagyon kevés maradt fenn. A dél-itáliai Magna Graecia tartomány egyik ősi régiójában, Lukániában, Grumenton városában született. Ebben a tartományban számos püthagoreus közösség élt.
Aiszarát azok közé a püthagoreusok közé sorolják, akik Krotónból való kiűzetésük után az i.e. V. században szétszórtan éltek a görög világban. Ian Plant feltételezte, hogy neve az Aresza (Aresa) név változata, aki legalábbis egy kevéssé ismert hagyomány szerint Püthagorasz és Theano lánya volt. (Más források szerint az Areta, vagy a Σάρα azaz Szára név változata.)

## Műve
Aiszarának az emberi természetről szóló értekezést csak Sztobaiosz idézetéből ismerjük, de a műről az i. e. III. századig terjedő időszakban is vannak információk. Többek között Arisztotelész és Catullus is hivatkozik rá.
Jellegzetes dór dialektusban írt ismert részletet az i.e. III. században írhatták. Mary Ellen Waithe szerint nem zárható ki, hogy a mű egy későbbi időpontban az archaikus stílust utánozva született. Néhányan azt állítják, hogy a töredék egy neopüthagoreus hamisítvány a római korból, de ami legalább is azt sugallja, hogy létezett egy Lukániai Aiszara nevű püthagoreus filozófus, aki eléggé ismert és elismert volt ahhoz hogy érdemes legyen utánozni, illetve hogy a töredék pszeudoepigráfiai írásként jelent meg Tarantói Arkhütasz, egyik újonnan felállított itáliai utódiskolájának tankönyvében az i. e. IV. vagy III. században. De mindezek ellenére mind Waithe, mind Plant arra a következtetésre jut, hogy e hipotéziseket alátámasztó szilárd bizonyíték hiányában nincs elegendő ok azt feltételezni, hogy a töredék nem egy olyan értekezésből származik, amelyet egy Lukániai Aiszara nevű filozófus írt az i. e. IV. vagy III. században.
Az emberi természetről szóló értekezés fennmaradt töredékében Aiszara azt állítja, hogy emberi természetünk (és különösen az emberi lélek) tanulmányozása révén érthetjük meg a természetjog és az erkölcs filozófiai alapjait.
„Nekem úgy tűnik, hogy az emberi természet a törvény és az igazságosság mércéje mind az otthon, mind az város számára egyaránt.”
Aiszara az emberi lelket három részre bontja: az elmére, amely ítéletet alkot és gondolkodik, a szellemre, amely a bátorságot és erőt biztosítja, és a vágyra, amely a szeretetet és a kedvességet adja.
„Amennyiben három részből áll, hármas funkciója szerint szerveződik: ami ítélőképességet és megfontoltságot fejt ki [az elme], ami az erőre és az ügyességre hat [a szellem], és ami a szeretetre és a kedvességre, az a vágy.”
Ezek a dolgok, mivel isteniek, a lélekben működő racionális, matematikai és funkcionális elveket képviselték. Aiszara természetjogi elmélete az erkölcs három alkalmazási területére vonatkozik: az egyénre, a családra és a társadalmi intézményekre.
A püthagoreusok mint közösség arról voltak ismertek, hogy nőket is befogadtak soraikba. Ez azonban nem feltétlenül felel meg az egyenlőségről alkotott mai elképzeléseknek: úgy gondolták ugyanis, hogy a nők feladata az otthoni harmónia és igazságosság megteremtése, ahogyan a férfiak is hasonló felelősséggel tartoznak az állam felé. Ebben az összefüggésben Aiszara természetjogi elmélete alapvető fontosságú a társadalom egészének harmóniája és igazságossága szempontjából.